# Charles Millevoye
Charles Millevoye, né le 24 décembre 1782 à Abbeville et mort le 26 aout 1816 à Passy, est un poète français.
Sous l’influence des initiateurs du romantisme, comme Rousseau, Bernardin de Saint-Pierre, Chénier, Chateaubriand, Delille, ou étrangers comme Young, Ossian, Gessner. This, Millevoye a puisé dans la religion, la patrie, l’amour et la mélancolie, sources d’inspiration du romantisme, et appliqué les formes romantiques telles que la couleur locale, l’emploi de termes et de tours désuets, ainsi que la versification, rythmes et coupes, rimes, dans sa propre écriture, qui en fait un précurseur du romantisme, même si ce romantisme resté mêlé de classicisme.

## Biographie
Fils de 1782 de Charles-Antoine Millevoye, marchand de lin, et de Marie-Anne Hubert, Millevoye a appris lire et à écrire avec son oncle qui, ayant remarqué ses heureuses dispositions, a commencé à lui apprendre le latin. Entré comme externe libre au Collège d’Abbeville, avant l’âge de neuf ans, il fait de rapides progrès et, dès cette époque, fait des vers. Présenté en 1791 par son père à l’helléniste Bardoux, professeur au collège d’Abbeville qui lui enseigne, les rudiments du grec classique, assisté de son collègue Collenot pour le latin. La mort de Louis XVI lui inspire un chant funèbre. Durant la fermeture des écoles pendant le reforme scolaire de la Convention, il continue à étudier les lettres latines avec Collenot, et grecques avec Bardoux.
À treize ans, admirateur de Florian, il écrit la fable de « l’Âne trop chargé », publié, quelque temps après, dans le bulletin de la Société d'émulation d'Abbeville. Ayant perdu, le 6 juillet 1796, son père, et bientôt après, Collenot, sa famille l’envoie perfectionner ses études à Paris. Arrivé dans la capitale en 1798, il suit le cours de belles-lettres de Jean Dumas, à l’École centrale. Ses études classiques achevées, en aout 1799, il entreprend des études alimentaires de droit.
Entré, en avril 1800, l’étude d’un procureur, il la quitte, au bout de quelques mois, pour entrer, au commencement de 1801, comme commis-libraire dans la librairie Treuttel et Würtz. Cette nouvelle profession lui donnant l’occasion de lire et le temps d’écrire, il envoie, au second trimestre de l’an VIII, un mémoire en prose sur les Peines et les Plaisirs à la Société d’émulation d’Abbeville. L’année suivante, il présente, toujours à la même Société d’émulation, un poème intitulé les Charmes de la contemplation.
En 1801, il publie, à dix-huit ans, son premier recueil ; la principale pièce avait pour titre : Les Plaisirs du Poète, plaquette bien accueillie par la critique. La même année, l’Athénée de Lyon ayant mis au concours une Satire des romans du jour considérés dans leur influence sur le gout et les mœurs de la nation, il concourt et remporte le prix, et publie cette pièce, en 1802. En l’an X, le Lycée de Toulouse couronne son tableau de Paris intitulé À mon Ami. Surpris, après trois ans, à lire au lieu de travailler, il quitte la librairie, en 1814.
Financièrement soutenu par la plus jeune de ses tantes, il reçoit, en 1805, sa première mention honorable de l’Institut national pour son poème de l’Amour maternel. Dans sa séance publique du 2 janvier 1806, l’Institut national couronne un discours en vers qu’il a envoyé au concours. La même année, son Invention poétique est couronnée par la Société littéraire d’Agen dans sa séance de floréal an XIII. La publication du poème la Bataille d’Austerlitz, jointe à son Passage du Saint-Bernard, cinq ans auparavant, lui valent une pension du gouvernement, ainsi que de riches cadeaux.. En 1807, il reçoit le prix de poésie de l’Académie pour le Voyageur. La même année, il reçoit une seconde récompense de l’Académie des Jeux floraux de Toulouse couronna pour son élégie, l’Anniversaire, sur la mort de son père survenue dix ans auparavant.

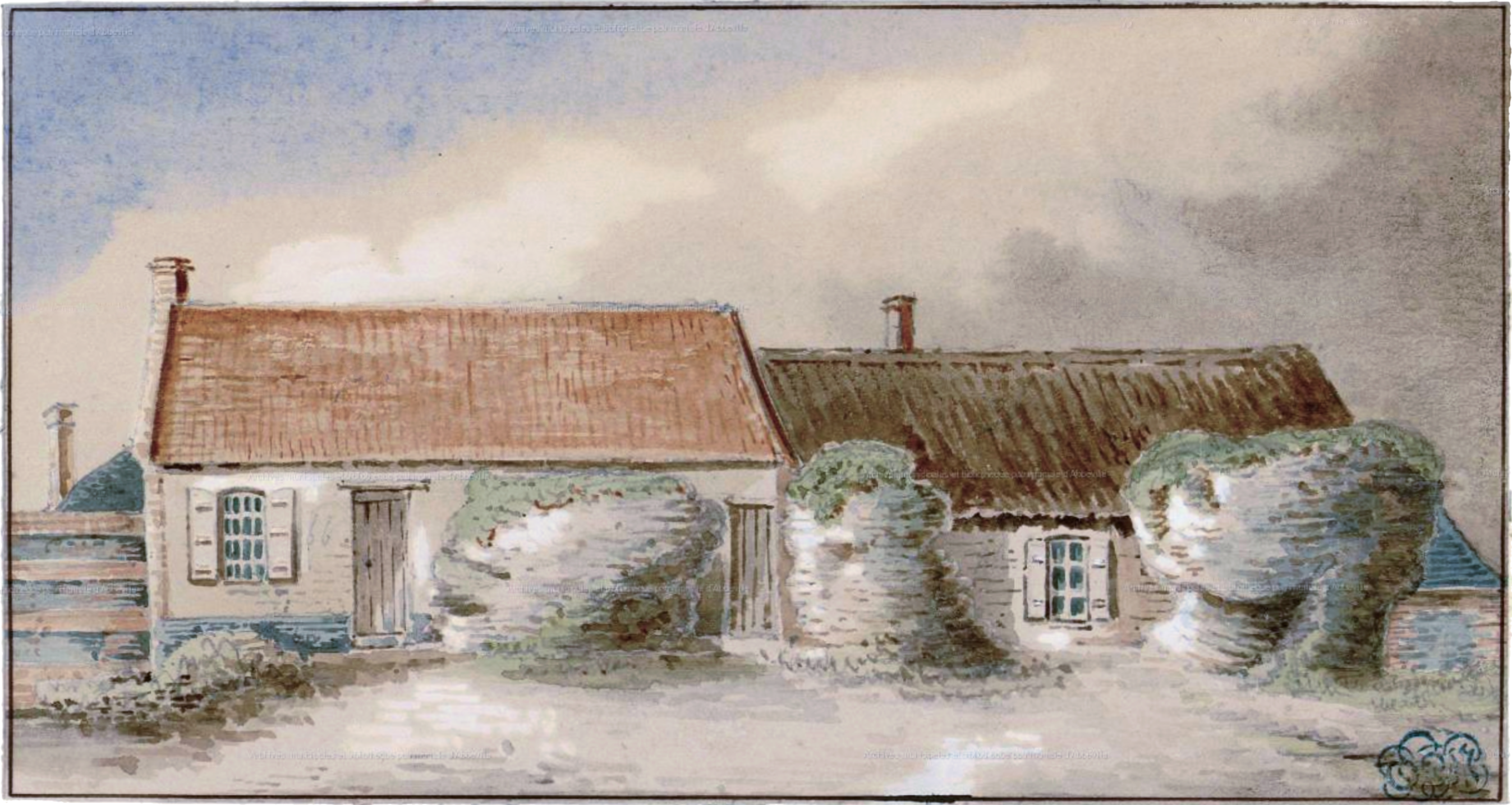
Aquarelle de la maison Millevoye à Abbeville d’Oswald Macqueron.

En 1808, un nouveau recueil de poésie, dont la pièce la plus importante était un poème intitulé Belzunce ou la Peste de Marseille, est désigné en 1810 par le jury de l’Institut pour l’un des prix décennaux. La mode de l’époque étant aux traductions, il ambitionne de rendre à l’élégie la variété qu’elle avait en Grèce, et se réclame, dans son Discours sur l’élégie, des maitres de l’idylle, composant des élégies antiques, dont la plupart sont de véritables idylles. Il traduit les Bucoliques et l’Iliade. Il tente également de traduire quelques uns des Dialogues de Lucien de Samosate, mais sans beaucoup plus de succès.
L’obtention de sa pension gouvernementale lui permet de ne plus vivre que de la vie littéraire, mais aussi de la vie mondain au jour le jour. Le rétablissement des concours de poésie par le gouvernement consulaire lui permet également de concourir fréquemment, et de remporter la palme presque à chaque fois, comme avec les Embellissements de Paris et la Mort de Rotrou, en 1811. En 1812 il publie Charlemagne, poème héroïque en dix chants, mal accueilli par la critique. En 1806, il est colocataire avec Baour-Lormian à Ville-d'Avray, avant de se rapprocher de Fontenay-sous-Bois, où il avait connu une peine de cœur, en 1808.
La santé de Millevoye, commençant à s’altérer, il laisse au libraire Rosa le soin de publier une seconde édition de ses Élégies, et à Firmin Didot celui de donner, sous le titre de Poésies diverses, un recueil de ses autres poèmes en deux volumes, etquitte Paris à l’hiver de 1812-1813. Revenu en Picardie, il s’installe à Épagnette, où il fait la rencontre de Marguerite-Flore Delattre de la Mollière, qu’il épousera à Abbeville, le 31 août 1813. L’été précédant son mariage, il fait une violente chute de cheval, qui lui brise le col du fémur et le laissera boiteux.
Installé dans sa ville natale après son mariage, il réédite, à la fin de l’année 1813, son poème Charlemagne, réintitulé Charlemagne à Pavie, réduit à six chants, et expurgé de tous les passages critiqués dans la première édition. À la même époque, il donne une seconde édition, en deux volumes, de ses Poésies diverses, datant de 1812. Il publie quelques élégies dans lesquelles il ses spécialise, dans l’Almanach des Muses. En 1807, l’Académie des Jeux floraux de Toulouse, qui avait couronné son élégie intitulée l’Anniversaire, consacre en 1811, la Chute des Feuilles, considérée comme la meilleure de sa production.

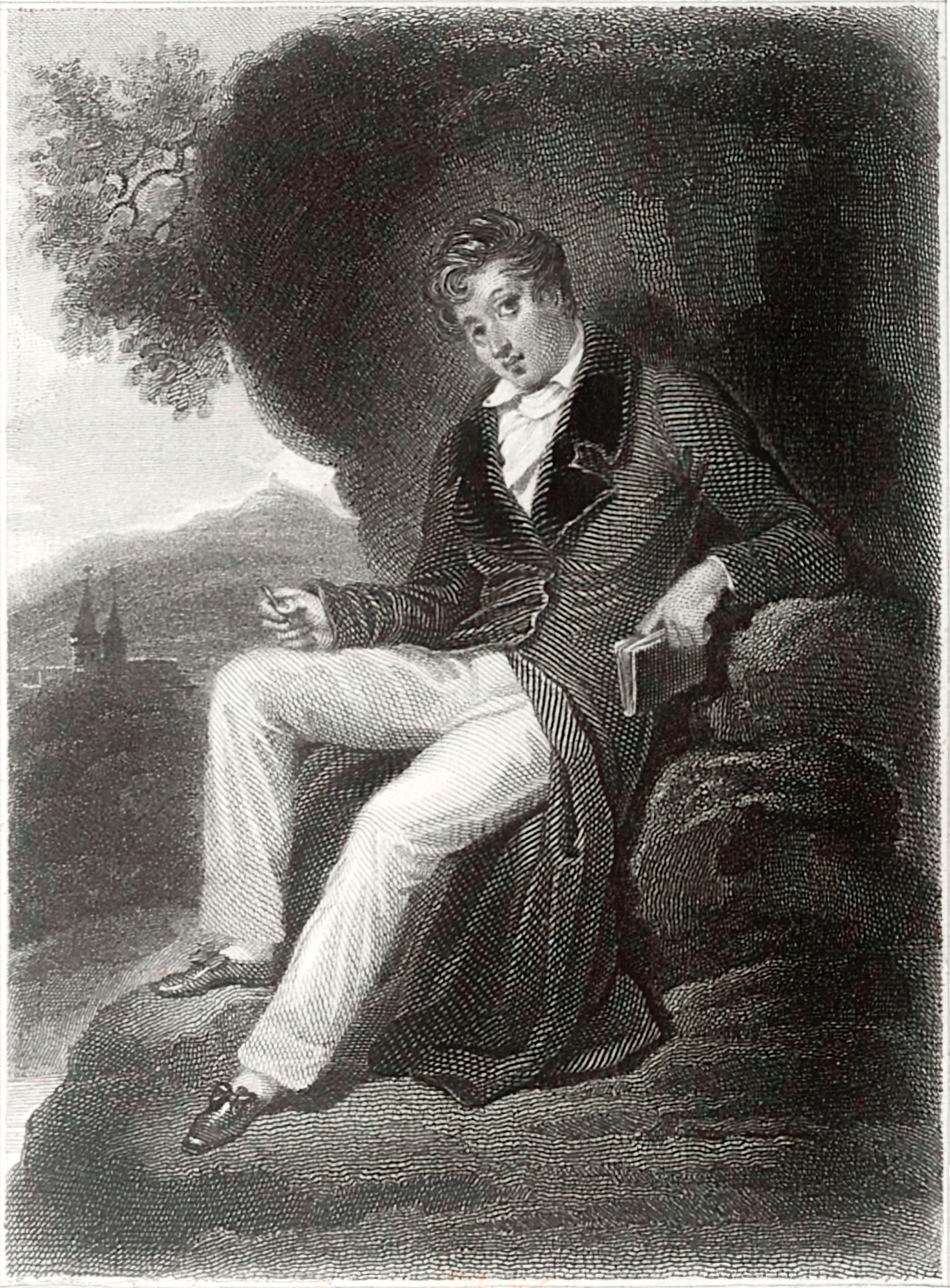
Gravure d’Alfred Johannot d’après Achille Devéria.

Au concours académique de 1815, dont le sujet était les Dernières paroles de Bayard, il essuie un complet échec. Candidat à l’Académie pour le siège vacant du chevalier de Boufflers, ses confrères du Nain jaune ne sont pas tendres pour lui depuis que sa collaboration au Journal général est connue. Il est l’objet de leurs railleries : « Mais, nous le répétons à M. Millevoye, plus on aime les vers du poëte, plus on trouve détestables les articles du journaliste:133. »
Sa santé, depuis longtemps chancelante, s’était considérablement altérée depuis 1815. Sa pension de six mille francs avait été réduite à la modique somme de douze cents francs. En juin 1816, ses affaires l’ayant appelé dans la capitale, malade, il prend un logement, six semaines avant sa mort, à Neuilly, chez son confrère Étienne Vigée. Tombé malade au commencement de l’été, les médecins consultés ayant déclaré qu’il n’atteindrait pas l’automne, Vigée lui signifie son congé, sans doute pour s’épargner le désagrément de le voir mourir chez lui.
Dans les premiers jours du mois d’aout, décidé à se soigner énergiquement, il demande à sa femme de le ramener à Paris. Arrivé aux Champs-Élysées, il défaille et doit passer la nuit chez son ancien professeur Bardoux. Installé, le lendemain, dans un appartement loué, avenue de Neuilly, avant de succomber à la tuberculose. Initialement inhumé au Père-Lachaise, ses restes sont exhumés, le 12 aout 1834, et réinhumés au cimetière parisien de La Chapelle. Un monument y est élevé en 1835:110.
De 1800 à sa mort, Millevoye a publié dans différents périodiques un certain nombre de pièces fugitives, de chansons ou de romances, quelques unes signées, d’autres ne portant que son initiale. L’Almanach des Muses pour l’an X contient un fragment de poème sur la Sensibilité ; l’Almanach des Dames, l’Hommage aux Dames, le Chansonnier des Grâces, les Étrennes lyriques, le Chansonnier des Dames ou Étrennes de l’Amour, le Chansonnier français, le Chansonnier des Demoiselles, l’Almanach de Bacchus, etc., renferment un certain nombre de ces poésies légères:134.
Il a également publié des articles de critique littéraire dans le Journal général, ainsi que des Notices sur les différents genres de poésie dans la Nouvelle encyclopédie poétique de Pierre Capelle, etc. Il a, de surcroit, laissé en manuscrit trois tragédies, Antigone, Saül et Ugolin, qu’il n’a jamais tenté de faire représenter. Ses poèmes ont été mis en musique, notamment par Georges Bizet, Giacomo Meyerbeer, Francis Thomé, Charles Laffillé, Gustave Dugazon, Alfred de Massa, Gabriel Baille (ca).
Comme éditeur scientifique, on lui doit les huit premiers volumes de la Petite Encyclopédie poétique, pour lesquels il a rédigé les discours préliminaires ; de l’Almanach littéraire ou Étrennes d’Apollon, pour l’année 1806 ; du Choix de Poésies de l’abbé de l’Atteignant (1810, in-18), en collaboration avec Beuchot ; des Poètes du second ordre, précédés d’un Choix des vieux Poètes français (1810, 4 vol. in-18) ; et, avec A.-X. Girault, des Lettres inédites de Mme de Sévigné (1814, in-8º):134.

## Hommages
La rue de l’Arquebuse, dans sa ville natale, est devenue la rue Millevoye. Son a été donné au nom au collège Millevoye. 

## Œuvre
- P. L. Jacob (éd.) (ill. Adolphe Lalauze), Œuvres de Millevoye, éd. pub. avec des pièces nouvelles et des variantes, Paris, A. Quantin, 1880, 3 vol. : portr. ; 21 cm (lire en ligne).